# Самбатион, Моше
Моше́ (Мо́йше) Самбатио́н (при рождении Мойше (Моисей Аронович) Либестог, вариант — Липсток, в некоторых источниках — Краснянский; идиш и иврит משה סמבטיון‎, на идише произносится Мо́йше Самба́тьен; 22 июля 1913, Дондюшаны, Хотинский уезд, Бессарабская губерния — сентябрь 1988, Монреаль, Канада) — еврейский писатель, исследователь Талмуда и древнееврейской литературы. Художественные произведения Самбатион писал на идише, академические труды — на иврите и на английском языке.

## Биография
Мойше Либестог, позднее известный как Моше Самбатион, родился в 1913 году (по другим данным — в 1910-м) в бессарабском селе Дондюшаны (теперь райцентр Дондюшанского района Молдовы) в семье Арна и Эстэр-Лэе Либестог. Рос в Дондюшанах и Капрештах, где проживала семья матери. Учился в хедере и кишинёвской ешиве Цирельсона, где в 18 лет получил смиху раввина.
Изучал иудаику и философию в Будапештском университете и тогда же начал печататься в газетах на иврите — «ха-Олам» (Мир), «Дегелану» (Наше знамя), «ха-Иешива» (Иешива) и на идише — в кишинёвской газете «Ундзэр Цайт» (Наше время, под редакцией З. Розенталя) и в «Трансилванише Пресэ» (Пресса Трансильвании) под псевдонимом «Самбатион» (от названия легендарной реки Самбатион или Саббатион), тянущимся ещё с ешиботских времён. C 1932 года служил в Хагане (во главе взвода «Брит Самбатионим», состоящего из выходцев из Румынии), в 1934 году поселился в Хайфе и занялся академической деятельностью. Был арестован британскими властями за организацию нелегальных учебных заведений (освобождён в 1941 году). После Второй мировой войны переехал в Польшу, оттуда попал в лагерь для перемещённых лиц в Мюнхене, где начал писать многотомную эпопею «Шестая часть света» на идише. В 1950-х годах жил в Париже, с 1957 года был раввином в Монреале.
Моше Самбатион опубликовал огромное количество художественных и научных трудов, в том числе беллетризованные Дневники Самбатиона («Йоман Самбатион», 1979) на иврите и два тома рассказов на идише (под псевдонимом Мойше Эфроси/Моше Эфрати) — «Парцуфим Ун Авойдэс» (Лица и служения, 1957) и «Ди Идн Фун Ди Лэймэнэ ґайзлэх» (Евреи глиняных мазанок, 1965), энциклопедические работы на английском языке — «Книга борьбы и давления Самбатиона» (1979), энциклопедия любовных историй «Мир любви и женитьбы» (1962) и другие. Особенное положение в творческом наследии Самбатиона занимают энциклопедия еврейских имён «Шемон Иври» (1938), монография о влиянии древнееврейской литературы на творчество Спинозы (1949), монументальный энциклопедический словарь Талмуда (1955) и автобиографический роман на идише «Зэкстэр Вэлт-Тэйл» (Шестая часть света, 1949-53) в 11 томах (!). Последний воссоздаёт эпическую картину жизни в Бессарабии и на Украине в послереволюционные годы и в подмандатной Палестине 1930-х годов. В последние годы жизни Самбатион сконцентрировался на работе над Канадским еврейским лексиконом (Canadian Jewish Lexicon), опубликованным посмертно.

## Художественные книги на идише
- אַ זעקסטער װעלט-טײל (а зэкстэр вэлт-тэйл — шестая часть света, роман), в 10 томах (последний, десятый том — в двух книгах), т. 1: «Фарумэтэ Киндhaйт» (грустное детство), т. 2: «Клейнэ Шпан Ин А Гройсэр Штот» (маленький шаг в большой город), т. 3: «Цетрибэнэ Стадэ» (разогнанное стадо), т. 4: «Фарлошенэ Шайтэрс» (затушенные костры), т. 5: «Грус Фун Йенэр Вэлт» (приветствие с того света), т.6: «Фаргесэнэ Тойвэ» (забытая табличка), т. 7: «Дэр Лэцтэр Прув» (последняя попытка), т. 8: «Фаршпэтиктэ Харотэ» (запоздалое раскаяние), т. 9: «Дам Йеш вэТамрэс Йешн», т. 10 А и Б: «Ди Ойсгебэньктэ hэйм» (истоскованный дом), Фарлаг Т. Грохер (и Рудецкий): Париж, 1949—1953.
- פּרצופֿים און עבֿודות (парцуфим ун авойдэс — физиономии и культ, 14 рассказов), Фарлаг Т. Грохер: Париж, 1957.
- די ייִדן פֿון די לײמענע הײַזלעך (ди идн фун ди лэймэнэ haйзлэх: новэлн — евреи глиняных мазанок, второй том новелл), под псевдонимом Мойше Эфроси, Кадима-Централ, И. Л. Перец Фарлаг: Тель-Авив, 1965.

## Академические труды на иврите и на английском языке
- Шемон Иври: масэхет шемот Исраэль (Энциклопедия еврейских имён), Хуцат Абишам: Тель-Авив, 1938.
- Хайят Самбатион: эпос адам эльон (Чудовище реки Саббатион: эпическая история высшего человека, китвей Самбатион, книга 7-я), Пен-клуб Иехуди Олами, Эшколон: Тель-Авив, 1945.
- Benedictus de Spinoza Plagiator (Плагиатор Барух Спиноза), Эшколон: Тель-Авив, 1949.
- Софрон Иври Лексикон Толдоти — Бикорати Шел Софре, мофат Исраэль (китвэ Самбатион, книга 10-я), Тель-Авив, 1950.
- An Encyclopedic Dictionary of the Talmud: with scholarly definitions and explanations in Modern Hebrew, a grammar of the Talmudic dialects and other appendices (Энциклопедический словарь Талмуда: с научными комментариями и разъяснениями на современном иврите, грамматикой талмудических диалектов и другими приложениями), Israel World Pen-Club: Тель-Авив, 1955.
- World of Love and Marriage: a pioneer international encyclopedia for everyone of all ages (Мир любви и брака, 325 любовных историй), Sambatyon Foundation: Монреаль, 1962.
- Sambatyon’s Book of Writer’s Struggle for Literary Survival in Canada (Самбатионова книга борьбы за выживание писателя в Канаде), Foundation Sambatyon: Квебек, 1974.
- Sambatyon’s Book of Struggle and Stress (Самбатионова книга борьбы и потуги), Sambatyon Foundation: Монреаль, 1976.
- Темунон ле-Самбатион (Альбом Самбатиона), Sambatyon Foundation: Монреаль, 1978.
- Йоман Самбатион (Дневник Самбатиона), Sambatyon Foundation: Монреаль, 1979.
- Canadian Jewish Lexicon (Канадский еврейский лексикон, иврит и английский), Sambatyon Foundation: Монреаль, 1988.